# Hagen von Tronje
Ne doit pas être confondu avec Hogni.
Hagen (nom allemand) ou Högni  (nom norrois) est un personnage de légende germanique, qui est en général décrit en guerrier burgonde et surtout connu des traditions sur le cycle de Siegfried où il est le meurtrier du héros et le principal antagoniste. Il est décrit tantôt vassal, frère ou demi-frère du roi Gunther selon les traditions.
Hagen est un des principaux personnages de la Chanson des Nibelungen (XIIIe siècle). Son personnage est remarquable par la fidélité exemplaire dont il fait part vis-à-vis des rois burgondes. Principal héraut de la maison royale burgonde, Hagen devient le meurtrier de Siegfried. Il s’empare du trésor dont a hérité Kriemhild et le précipite dans le Rhin. Bien que prévoyant l’issue fatale de la visite des rois burgondes à la cour du roi Etzel, identifié avec Attila, où Kriemhild les a conviés, il demeure « jusqu’à la fin le serviteur et le défenseur de ses princes ».
Le fils de la sœur de Hagen, Ortwin de Metz, est vassal de Gunther.
Dans la mythologie nordique, Högni est le frère de Gunnar (Gunther), mais ce n’est pas lui qui tue Sigurd, mais leur troisième frère Guþormr.
On le trouve également dans la Chanson de Walther (Xe siècle) où il incarne curieusement un Franc rhénan d’origine troyenne et non un Burgonde.